# 庫姆拉
庫姆拉是乍得南部的城市，也是芒杜爾區的首府，位於首都恩賈梅納東南448公里及薩爾以西95公里。庫姆拉海拔高度414米，2008年人口38,220。